# 圜悟克勤
圜悟克勤（1063年—1135年9月14日），俗姓駱，字無著，法號克勤，彭州崇宁（今四川省成都市）人，宋代高僧，临济宗楊岐派禪師，嗣法五祖法演，弘法於四川、湖南、江西、金陵等地，宋徽宗敕封佛果大師，宋高宗敕封圜悟大師，又作圓悟大師。謚號真覺大師。合稱為佛果圜悟真覺克勤大師。

## 生平
1135年(紹興五年)圓寂，春秋七十有三。

## 師承
- 五祖法演

## 弟子
其弟子中最著名者，為大慧宗杲、靈隱慧遠與虎丘紹隆。

## 著作
其门徒根据他讲解《颂古》的稿子整理成《碧岩录》的作者，虎丘绍隆编集有《圜悟佛果禅师语录》。